# Lombardei-Rundfahrt 1978
Die Lombardei-Rundfahrt 1978 war die 72. Ausgabe der Lombardei-Rundfahrt. Das Rennen fand am 7. Oktober 1978 über eine Distanz von 266 km statt. Der Sieger war Francesco Moser vor Bernt Johansson und Bernard Hinault.

## Teilnehmende Mannschaften
| Profi-Radsportteams (15)- Sanson-Campagnolo - Fiorella-Mocassini-Citroën - Renault-Gitane-Campagnolo - Vibor - Magniflex-Torpado - Scic-Bottecchia - Miko-Mercier-Hutchinson - Mecap-Selle Italia - Bianchi-Faema - Flandria-Velda-Lano - Zonca-Santini - Intercontinentale Assicurazioni - Peugeot-Esso-Michelin - Willora-Piz Buin - Gis Gelati |
| |

## Ergebnis
| Rang | Fahrer                   | Team                       | Zeit       |
| ---- | ------------------------ | -------------------------- | ---------- |
| 1    | Francesco Moser          | Sanson-Campagnolo          | 6h 48' 00" |
| 2    | Bernt Johansson          | Fiorella Mocassini-Citroën | gl. Zeit   |
| 3    | Bernard Hinault          | Renault-Gitane             | gl. Zeit   |
| 4    | Wladimiro Panizza        | Vibor                      | gl. Zeit   |
| 5    | Alfio Vandi              | Magniflex–Torpado          | gl. Zeit   |
| 6    | Gianbattista Baronchelli | SCIC-Bottecchia            | gl. Zeit   |
| 7    | Joop Zoetemelk           | Mercier                    | gl. Zeit   |
| 8    | Roberto Ceruti           | Mecap-Selle Italia         | gl. Zeit   |
| 9    | Johan De Muynck          | Bianchi-Piaggio            | + 8"       |
| 10   | Michel Pollentier        | Flandria                   | + 3' 10"   |